# Guillaume Balas
Pour les articles homonymes, voir Balas.
Guillaume Balas, né le 30 août 1972 à Rillieux-la-Pape (Rhône), est un homme politique français.
Il préside le groupe socialiste et républicain au conseil régional d'Île-de-France, puis devient député européen pour la circonscription Île-de-France en 2014.
De 2012 à 2015, il est secrétaire général et de porte-parole du courant Un monde d'avance, situé à l'aile gauche du Parti socialiste (PS). Il rejoint en 2017 Génération.s, dont il devient coordinateur national.

## Biographie
Fils d'ingénieur, il exerce son métier de professeur d'histoire-géographie jusqu'à son élection au Parlement européen.
Guillaume Balas prend sa carte au Parti socialiste en 1991. Il est aussi militant au sein de l'Unef-ID dont il exerce la vice-présidence de 1994 à 1995.
De 2012 à 2015, il exerce la fonction de secrétaire général et porte-parole du courant « Un monde d'avance » au sein du Parti socialiste, composante de « l'aile gauche » du parti. Il participe ainsi en janvier 2015 à un meeting de soutien à SYRIZA peu avant les élections qui permettent à Aléxis Tsípras de devenir le premier ministre de Grèce. De même, en décembre 2015, il exprime son hostilité à la révision constitutionnelle visant à étendre la déchéance de la nationalité française aux Français nés en France.
En 2015, il rejoint la liste des premiers signataires du courant « À gauche pour gagner » (ou motion B), qui totalise 29 % des suffrages lors du Congrès de Poitiers du PS. Il anime ce courant situé à l'aile gauche du PS auprès de Christian Paul, Laurent Baumel et Emmanuel Maurel.
Président du groupe socialiste au conseil régional d'Île-de-France de 2010 à 2014, il est investi candidat en deuxième position sur la liste PS-PRG dans la circonscription Île-de-France lors des européennes. La liste obtenant trois élus le 25 mai 2014, il est élu député européen. Au Parlement européen, il est membre titulaire de la Commission Emploi et Affaires sociales et membre suppléant de la Commission Environnement, Santé publique et Sécurité alimentaire. En 2015, il est chargé par le Parlement de préparer un rapport sur le dumping social en Europe. En 2016, il lance avec Eva Joly et d'autres députés européens la plate-forme d'échange européenne informelle Progressive caucus pour "ouvrir les portes à gauche.
Il n'hésite ainsi pas à interroger l’utilité de la participation de la gauche européenne à la grande coalition qui soutient la commission Juncker, à qui il reproche de favoriser le marché intérieur aux dépens des questions sociales.
Partisan de l'unité de la gauche, il défend le rassemblement de « tous ceux qui veulent reconquérir la souveraineté démocratique face aux forces de dissolution de l’ultra-capitalisme ».
Il est coordinateur du projet de Benoît Hamon, candidat PS à l'élection présidentielle de 2017. Le 14 novembre 2017, il quitte le PS et rejoint Génération.s,.
Il est candidat à un second mandat de député européen lors des élections du 26 mai 2019 sur la liste conduite par Benoît Hamon. Celle-ci obtient 3,27 % des voix et aucun siège.

## Publication
- Guillaume Balas, Lutter contre le décrochage scolaire : Vers une nouvelle action publique régionale, Paris, Fondation Jean Jaurès, coll. « Les essais », 2012, 119 p. (ISBN 978-2-36244-049-6, présentation en ligne)[15],[16].